# 中国农业科学院果树研究所
中国农业科学院果树研究所是中华人民共和国的一所果树研究机构，是中国农业科学院直属事业单位，位于辽宁省兴城市。